# Луивил (Кентаки)
Луивил (енгл. Louisville) највећи је град америчке савезне државе Кентаки. Према попису из 2020. било је 633.045 становника.

## Становништво
| Група             | 2000. | 2010. |
| Белци             |       |       |
| Афроамериканци    |       |       |
| Азијати           |       |       |
| Хиспаноамериканци |       |       |
| Укупно            |       |       |

## Партнерски градови
- Мајнц
- Монпеље
- Лидс
- Перм
- Ла Плата
- Ђуђанг
- Tamale
- Адапазари
- Кито